# オースーパージャンプ
『オースーパージャンプ』（Oh SUPER JUMP）は、かつて集英社が発行していた日本の青年漫画雑誌。1996年3月19日創刊。『スーパージャンプ』の増刊であり、月1回（第3水曜日）発行であったが、2004年のリニューアル以降、ほぼ隔月ペースの発行となり、2010年8月号をもって休刊、同年12月からは単発の増刊号が刊行された。略称は「OSJ」など。

## 掲載作品

### 最終号まで連載された作品
- いとう耐の解耐新語（いとう耐） - 最終号で連載終了
- 君と僕のアシアト 〜タイムトラベル春日研究所〜（よしづきくみち） - スーパージャンプに移籍
- 現代都市妖鬼考 霊媒師いずな（原作：真倉翔 漫画：岡野剛） - スーパージャンプに移籍
- サンクチュアリ -THE幕狼異新-（原作：冲方丁 漫画：野口賢）
- 天下無双 江田島平八伝（宮下あきら）
- マリー・アントワネットの料理人（原作：白川晶 漫画：里見桂） - 不定期連載
- 渡職人残侠伝 慶太の味（原作：早川光 漫画：橋本孤蔵）

### 過去に掲載された作品
- R2 -TRAFFIC ACCIDENTS FILE-（原作：梶研吾 作画：樹崎聖）
- 天切り松闇がたり（原作：浅田次郎 作画：幸野武至）
- アマチュアスラッガー（緒方てい）
- Oh!透明人間21（中西やすひろ） - スーパージャンプから移籍
- かもめ町夕凪便りちんでん（田中久志）
- 鬼哭忍伝霊牙（巻来功士）
- キメラ ファイナルクロニクル（緒方てい） - スーパージャンプから移籍
- KUROZUKA-黒塚-（原作：夢枕獏 作画：野口賢）
- 食卓の騎士（原作：武王丸 作画：今泉伸二）
- スターダストエンジェル（伊藤圭一）
- 世界一さお師な男 伊達千蔵（高橋ゆたか）
- 戦空の魂 -21世紀の日本人へ-（天沼俊）
- 地の子（原作：毛利甚八 作画：幡地英明）
- 狗ハンティング（原作：夢枕獏 構成：子安秀明 作画：野口賢） - スーパージャンプ2005年23号に第1話のみ掲載
- Trickster（富沢順）
- 下町鉄工所奮闘記 ナッちゃん 東京編（たなかじゅん） - スーパージャンプから移籍
- ピストルガール（小泉ヤスヒロ）
- 地球儀（ほし）（立原あゆみ）
- 美咲の器 -それからの緋が走る-（原作：ジョー指月 作画：あおきてつお）
- 迷宮魔術団（巻来功士）
- -ラーメン人物伝-一杯の魂（本庄敬・大泉孝之介+武内伸）
- らりるれロハス（安田弘之）
- Y氏の隣人R（吉田ひろゆき）
- 我が人生にゴルフあり（原作：高橋三千綱 作画：幡地英明）